# Małgorzata Niepokulczycka
Małgorzata Weronika Niepokulczycka (ur. 9 lipca 1944 w Muszynie, zm. 14 maja 2020 w Sopocie) – polska działaczka społeczna, doktor nauk ekonomicznych, posłanka na Sejm PRL IX kadencji, adiunkt w Instytucie Ekonomii Politycznej na Wydziale Ekonomiki Transportu Uniwersytetu Gdańskiego, prezes Federacji Konsumentów do marca 2011, członkini Centralnej Komisji do Walki ze Spekulacją.

## Życiorys
Córka Wincentego i Ludmiły. Studia magisterskie ukończyła w Wyższej Szkole Ekonomicznej w Sopocie. Doktorat uzyskała na Uniwersytecie Gdańskim. Wykłada na UG oraz na Politechnice Gdańskiej. W latach 1985–1989 pełniła mandat posłanki na Sejm PRL IX kadencji z listy krajowej, była posłanką bezpartyjną. Zasiadała w Komisji Polityki Społecznej, Zdrowia i Kultury Fizycznej, Komisji Rynku Wewnętrznego i Usług oraz w Komisji Nadzwyczajnej do kontroli wdrażania programu realizacyjnego drugiego etapu reformy gospodarczej. Od 6 września 1991 do 10 sierpnia 1992 podsekretarz stanu w Ministerstwie Przemysłu i Handlu.
W wyborach parlamentarnych w 2001 bez powodzenia kandydowała do Sejmu z listy Polskiego Stronnictwa Ludowego.
Pochowana została na cmentarzu komunalnym w Sopocie (kwatera N3_II-1-18a).

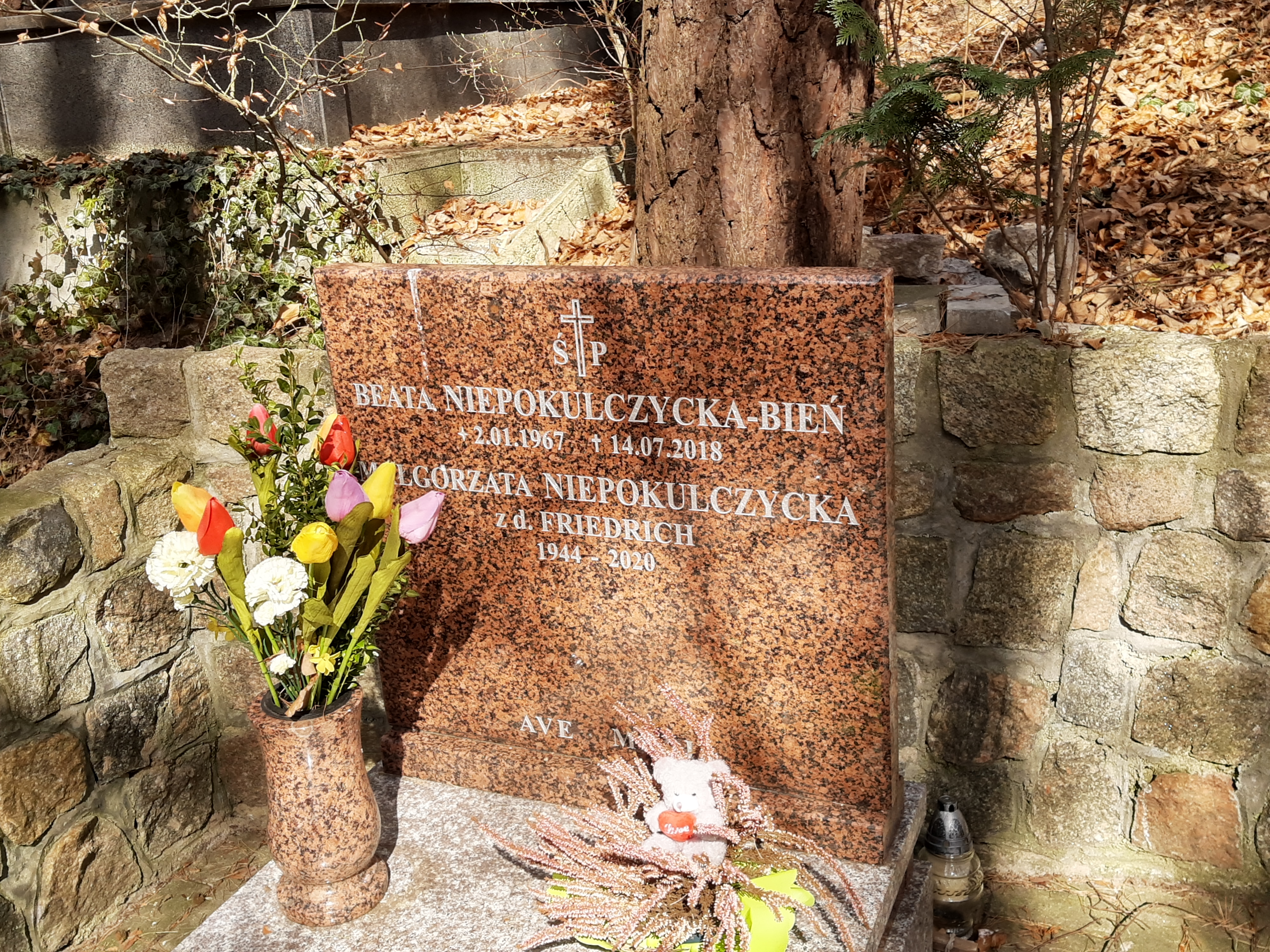
Grób Małgorzaty Niepokulczyckiej na cmentarzu komunalnym w Sopocie

## Odznaczenia
- Krzyż Oficerski Orderu Odrodzenia Polski (2000)[5]
- Złoty Krzyż Zasługi
- Medal 40-lecia Polski Ludowej